# Chémeré-le-Roi
Chémeré-le-Roi ist eine französische Gemeinde mit 433 Einwohnern (Stand: 1. Januar 2022) im Département Mayenne in der Region Pays de la Loire. Einwohner der Gemeinde werden Chémeréens genannt. Die Gemeinde gehört zum Arrondissement Château-Gontier (bis 2017: Arrondissement Laval) und zum Kanton Meslay-du-Maine.

## Geographie
Chémeré-le-Roi liegt etwa 30 Kilometer ostsüdöstlich von Laval. Umgeben wird Chémeré-le-Roi von den Nachbargemeinden La Bazouge-de-Chemeré im Norden und Nordwesten, Saulges im Norden und Osten, Val-du-Maine im Süden und Südosten, Préaux im Süden sowie La Cropte im Westen und Südwesten.

## Einwohnerentwicklung
| Jahr                       | 1962 | 1968 | 1975 | 1982 | 1990 | 1999 | 2006 | 2019 |
| Einwohner                  | 581  | 520  | 443  | 417  | 383  | 403  | 460  | 395  |
| Quellen: Cassini und INSEE |      |      |      |      |      |      |      |      |

## Sehenswürdigkeiten

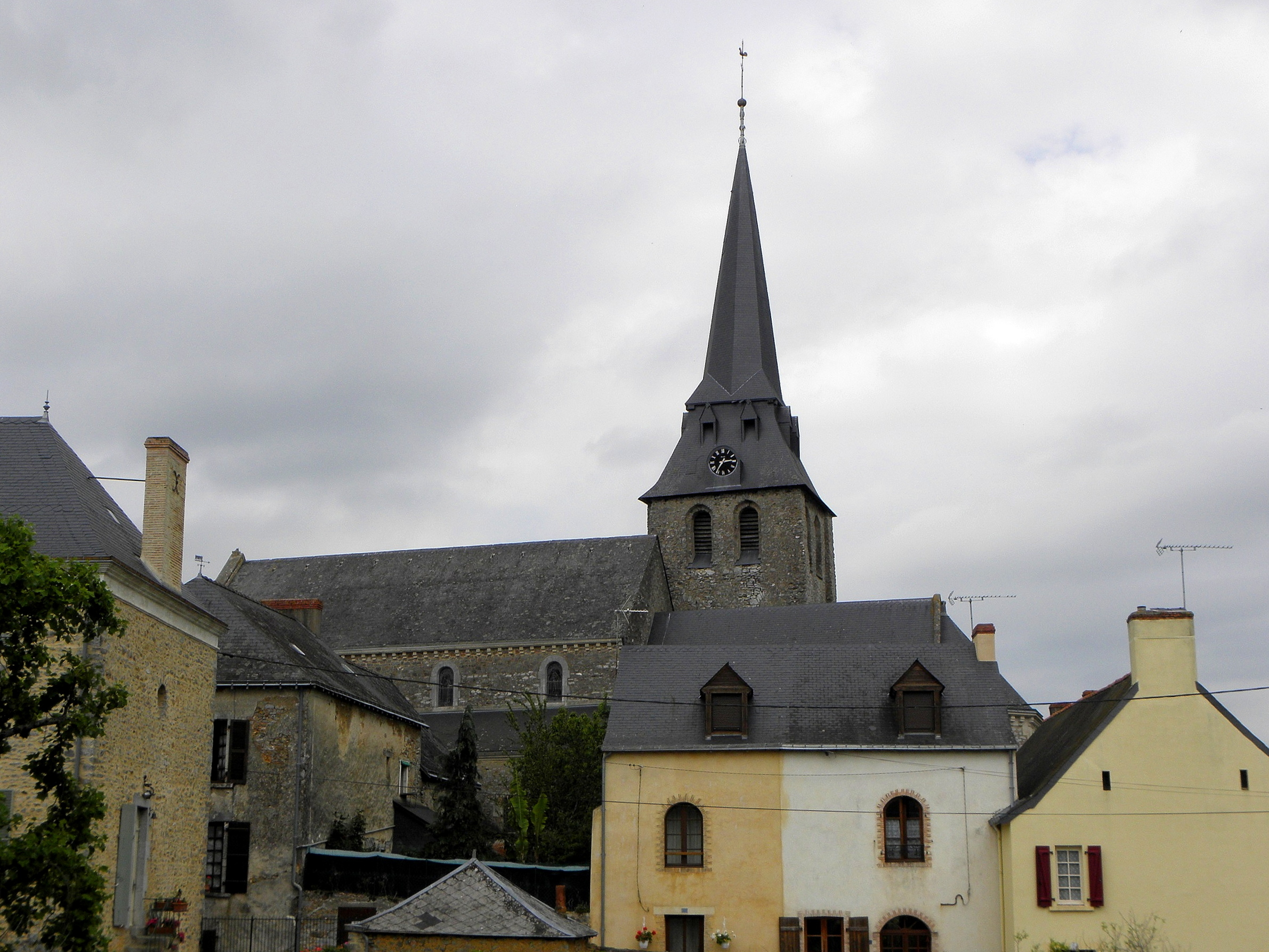
Kirche Notre-Dame-de-l'Assomption
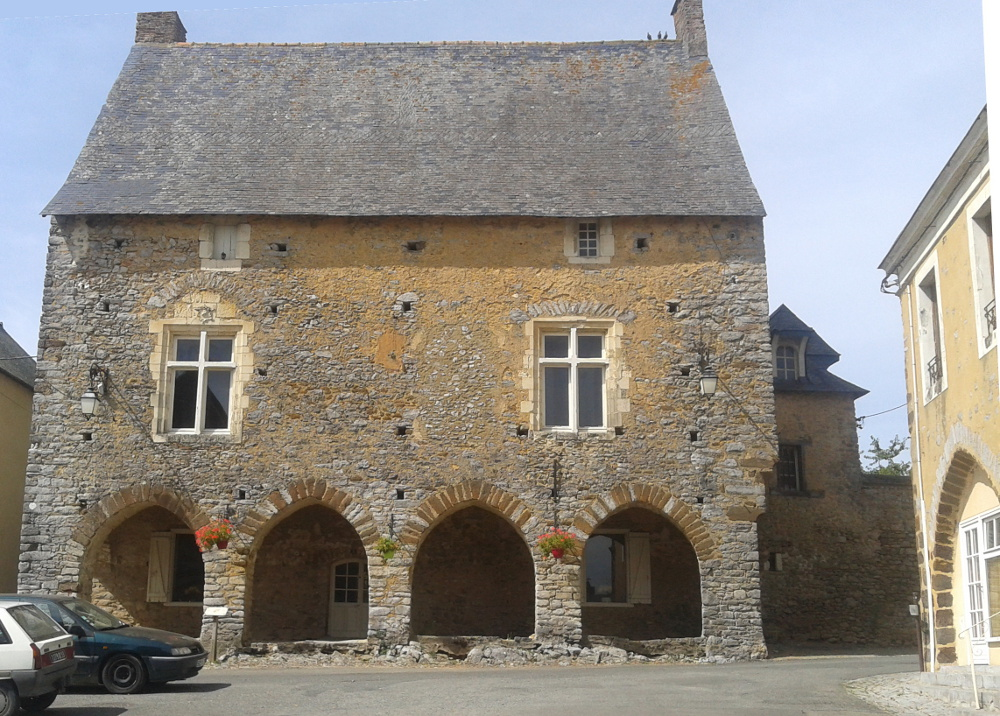
Haus mit Bögen (Maison du Porche), Monument historique
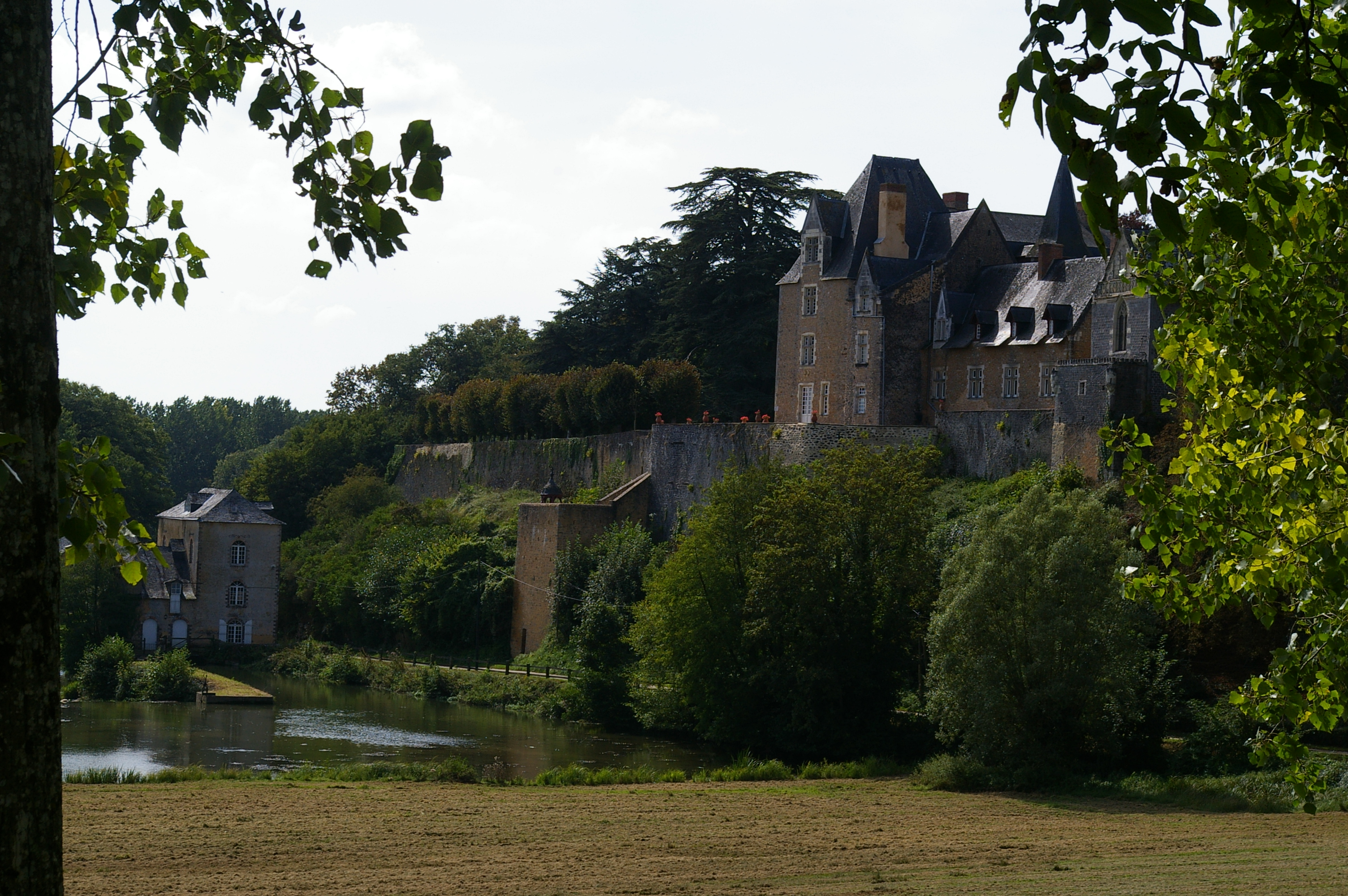
Schloss und Mühle Thévalles

- Kirche Notre-Dame-de-l'Assomption
- Maison du Porche
- Schloss und Mühle Thévalles

## Persönlichkeiten
- Geneviève Duboscq (1933–2018), Schriftstellerin

## Trivia
Die Fraternité Saint-Vincent-Ferrier (sog. Alt-Dominikaner) wurde hier 1988 gegründet.